# Zusmarshausen
Zusmarshausen est une ville-marché (Markt) allemande de Bavière, située dans l'arrondissement d'Augsbourg et le district de Souabe.

## Géographie

Situation de Zusmarshausen dans l'arrondissement d'Augsbourg

Zusmarshausen est située sur la Zusam, affluent du Danube, dans le parc naturel d'Augsbourg Westliche Wälder, à la limite avec l'arrondissement de Guntzbourg et à 26 km à l'ouest d'Augsbourg. Le point culminant de la commune est à une altitude de 526 m. Zusmarshausen possède un lac de retenue, le Rothsee d'une superficie de 10 ha.
La commune est composée de neuf quartiers (villages et hameaux) :
- Gabelbach
- Gabelbachergseut
- Steinekirch
- Streitheim
- Vallried
- Wörleschwang
- Wollbach
- Zusmarshausen.

Communes limitrophes (en commençant par le nord et dans le sens des aiguilles d'une montre) : Altenmünster, Welden, Adelsried, Horgau, Dinkelscherben, Jettingen-Scheppach et Landensberg.

## Histoire
La première mention écrite de Zusmarshausen date de 892 dans un acte émanant de la cour du roi de Germanie puis empereur d'Occident, Arnulf de Carinthie. Cependant, le village a certainement été fondé dès le VIIe siècle et le lieu était peuplé à l'époque paléolithique (fouilles de Wörleschwang). En 1295, le village est érigé en marché.
Le 17 mai 1648 a lieu à Zusmarshausen le dernier grand combat de la Guerre de Trente Ans qui voit la victoire des forces franco-suédoises sur l'armée austro-bavaroise. En 1684, la petite ville devient un relais de poste sur l'itinéraire Paris-Vienne.
Zusmarshausen, qui appartenait à l'évêché d'Augsbourg, est rattaché au royaume de Bavière en 1803. La ville devient une commune en 1818 et elle est le siège d'un tribunal de grande instance. De 1862 à 1929, Zusmarshausen est le chef-lieu d'un arrondissement qui sera ensuite incorporé à celui d'Augsbourg.
Lors des réformes administratives des années 1970, les communes de Gabelbach, Gabelbachergreut, Horgau, Steinekirch, Streitheim, Vallried et Wörleschwang (qui faisait partie de l'arrondissement de Wertingen) sont incorporées au territoire de Zusmarshausen. Cependant, en 1983, Horgau reprend sa liberté et redevient une commune indépendante.

## Démographie
Village de Zusmarshausen seul :
| 1910  | 1925  | 1933  | 1939  |
| ----- | ----- | ----- | ----- |
| 1 152 | 1 161 | 1 117 | 1 149 |

Marché de Zusmarshausen dans ses limites actuelles :
| 1840  | 1871  | 1900  | 1910  | 1925  | 1933  | 1939  | 1950   | 1961  |
| ----- | ----- | ----- | ----- | ----- | ----- | ----- | ------ | ----- |
| 2 631 | 2 802 | 2 997 | 2 962 | 3 208 | 2 901 | 3 081 | 4 621, | 4 263 |

| 1970  | 1987  | 2000  | 2005  | 2009  | - | - | - | - |
| ----- | ----- | ----- | ----- | ----- | - | - | - | - |
| 4 609 | 4 803 | 6 076 | 6 298 | 6 152 | - | - | - | - |

## Monuments
- Steinekirch, ruines du château de Wolfsberg
- Steinekirch, église St Vitus
- Gabelbach, église St Martin
- Wollbach, église St Stephen
- Wörleschwang, église St Michael.